# Stefana Veljković
Stefana Veljković (Jagodina, 9. januar 1990) srpska je odbojkašica. Članica odbojkaške reprezentacije Srbije. Igra na poziciji srednjeg blokera. Član je italijanskog kluba Igor Gorgonzola Novara.
Sa reprezentacijom je na Olimpijadi u Riju osvojila srebrna medalja.
Osvojila je zlatnu medalju na Svetskom prvenstvu 2018. godine u Japanu, prvu u istoriji srpske odbojke.

## Klupska takmičenja
| Godina | Takmičenje                  | Uspeh  | Klub             |
| 2003.  | Prvenstvo SCG za pionirke   | Bronza | OK Jagodina      |
| 2005.  | Prvenstvo SCG za juniorke   | Bronza | OK Poštar 064    |
| 2006.  | Prvenstvo SCG za kadetkinje | Zlato  | OK Poštar 064    |
| 2006.  | Prvenstvo SCG               | Zlato  | OK Poštar 064    |
| 2006.  | Kup SCG                     | Zlato  | OK Poštar 064    |
| 2007.  | Prvenstvo Srbije            | Zlato  | OK Poštar 064    |
| 2007.  | Kup Srbije                  | Zlato  | OK Poštar 064    |
| 2008.  | Prvenstvo Srbije            | Zlato  | OK Poštar 064    |
| 2008.  | Kup Srbije                  | Zlato  | OK Poštar 064    |
| 2009.  | Prvenstvo Srbije            | Srebro | OK Crvena zvezda |
| 2009.  | Kup Srbije                  | Srebro | OK Crvena zvezda |
| 2010.  | Prvenstvo Srbije            | Zlato  | OK Crvena zvezda |
| 2010.  | Kup Srbije                  | Zlato  | OK Crvena zvezda |
| 2010.  | Kup CEV                     | Srebro | OK Crvena zvezda |

## Individualna priznanja
2003.
- najperspektivnija odbojkašica Prvenstva SCG za pionirke

2006.
- najbolja poenterka Prvenstva SCG za kadetkinje
- najbolja blokerka Balkanskog prvenstva za juniorke

2007.
- najkorisnija igračica (MVP) Evropskog prvenstva za kadetkinje
- najkorisnija igračica (MVP) Balkanskog prvenstva za kadetkinje
- najperspektivnija odbojkašica u izboru dnevnog sportskog lista „Sport”

2009.
- najbolja odbojkašica Viner štediše lige za mesec mart

2010.
- najbolja odbojkašica Viner štediše lige za mesec januar
- najbolja sportistkinja SD Crvena zvezda za 2009. godinu
- najbolja serverka završnog turnira Kupa CEV[3]
- najbolja odbojkašica Viner štediše lige za mesec april
- najbolja odbojkašica Srbije u 2010. godini u izboru dnevnog sportskog lista „Sportski žurnal”

## Spoljašnje veze
- Wienerliga
- SD Crvena zvezda slavi 65 rođendan
- BVA-Stars Архивирано на веб-сајту  (18. октобар 2009)
- Igra kao velika